# Velum (architecture)
Pour l’article homonyme, voir Velum.

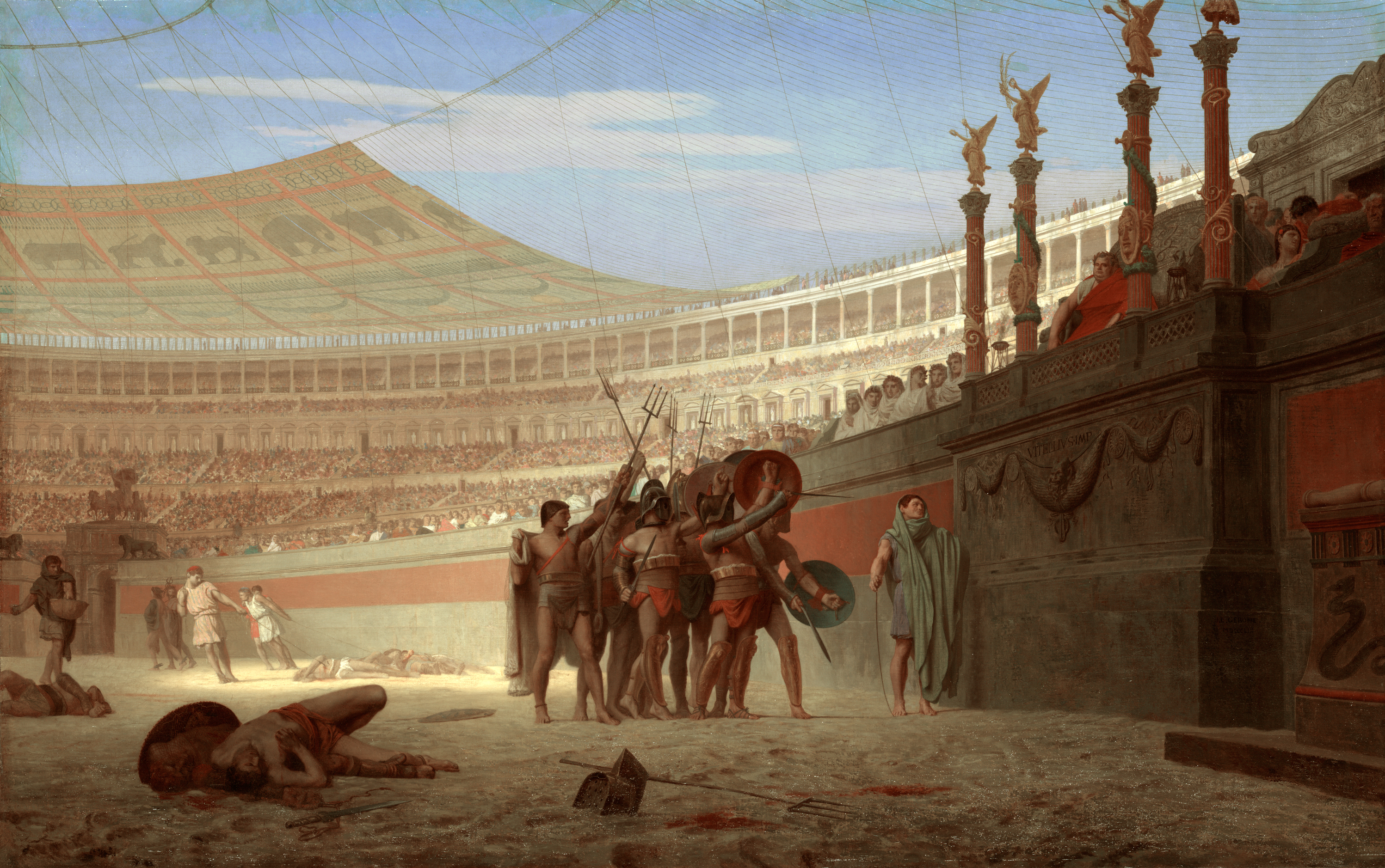
Velum représenté dans la toile Ave Caesar Morituri te Salutant de Jean-Léon Gérôme (1859).

Maquette du Colisée avec son velarium au musée de la Civilisation romaine.

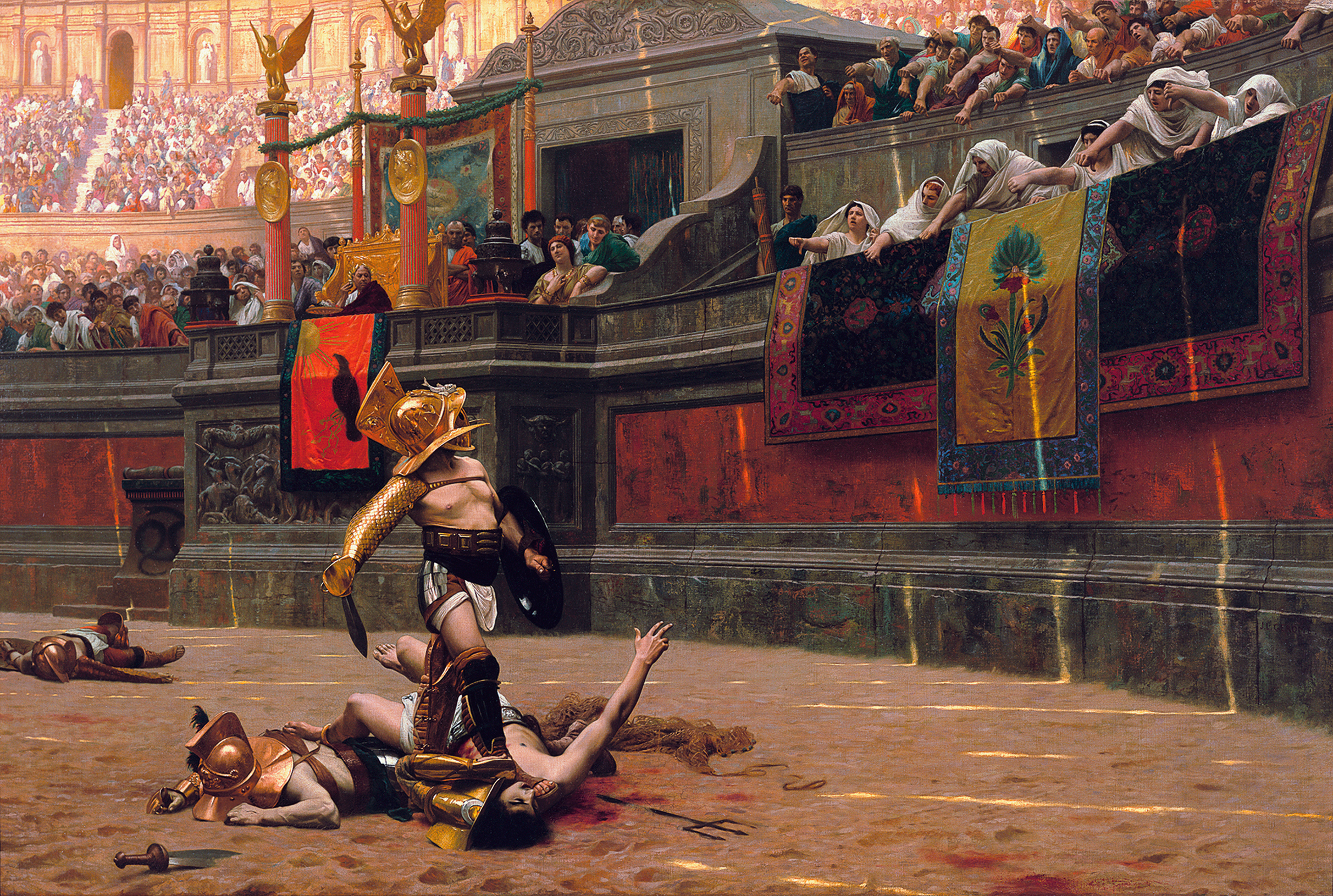
Pollice verso (« Bas les pouces ! », par Jean-Léon Gérôme, 1872) montre les rais de lumières qui passent entre les bandes du velum.

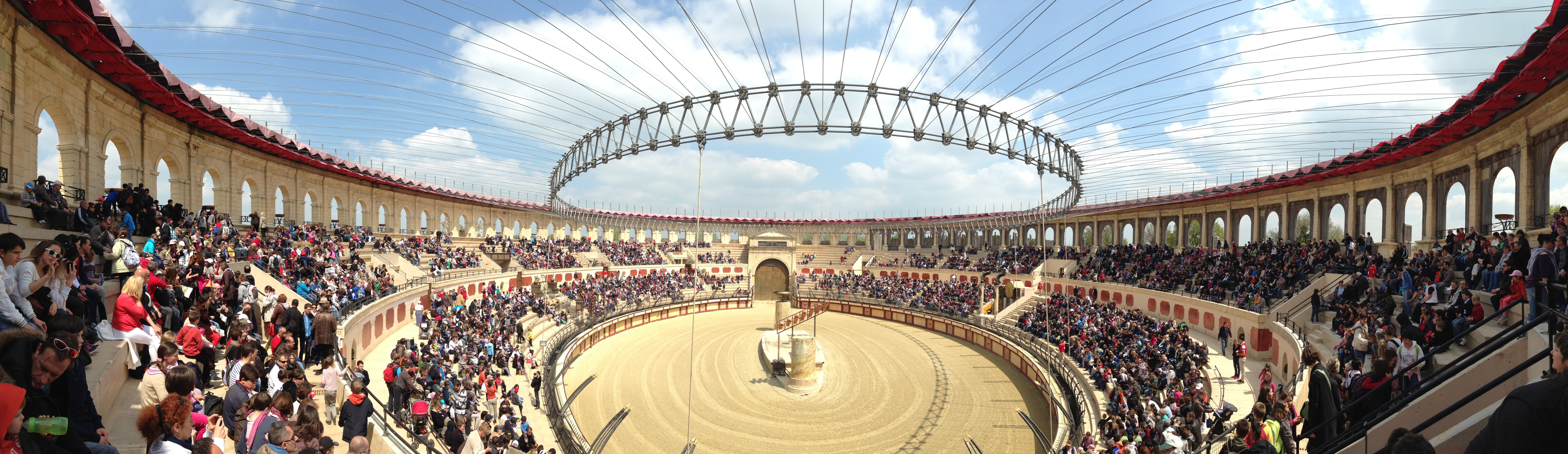
Parc de loisirs du Puy du fou en Vendée. Les arènes avec le velum replié.

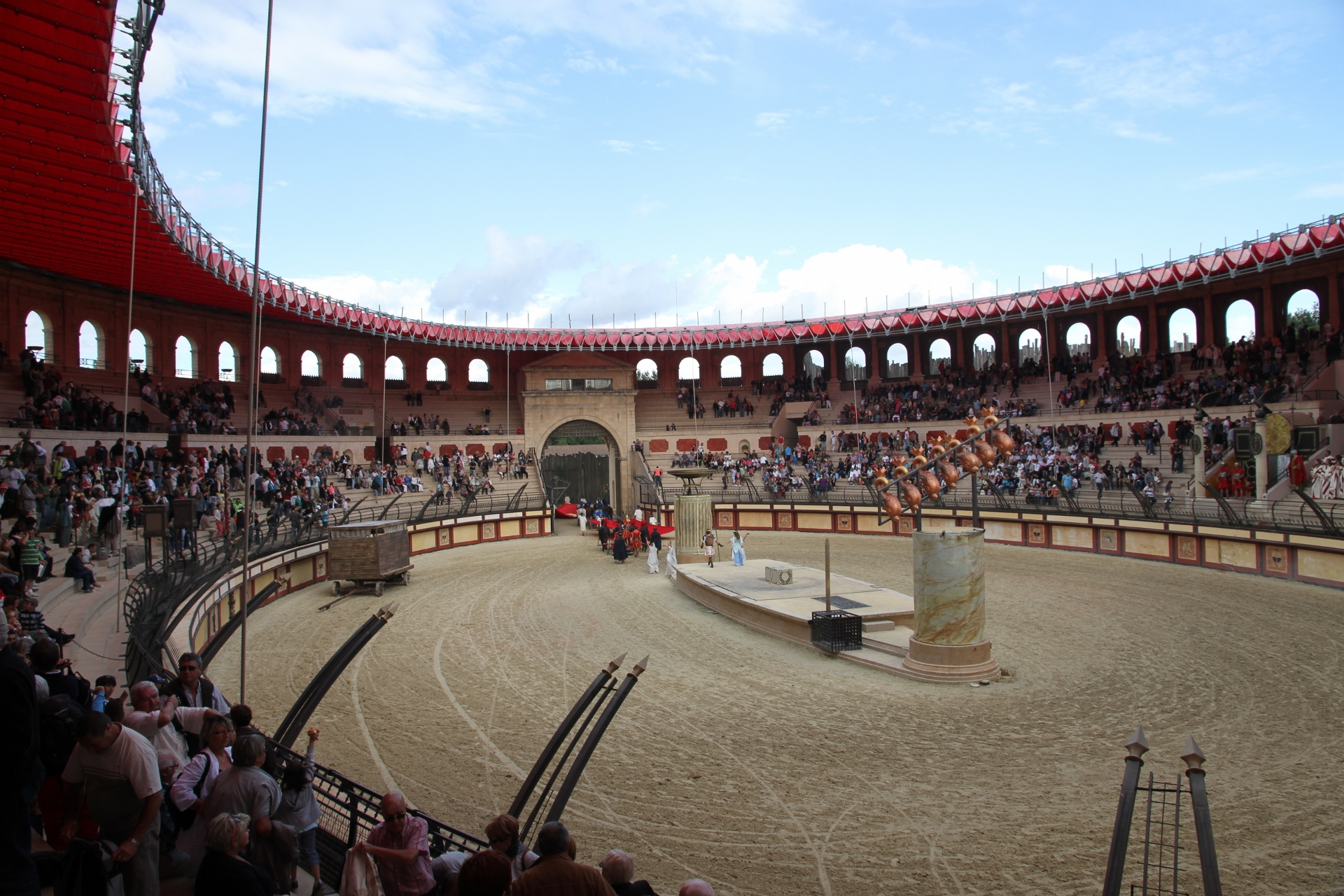
Parc de loisirs du Puy du fou. Les arènes avec le velum déployé.

Un velum ou vélum, appelé aussi velarium ou vélarium, est une grande pièce de tissu, généralement en lin, servant de plafond et utilisée entre autres dans les théâtres et arènes romains.

## Description
Il faudrait parler au pluriel de vela plutôt que de velum, car un seul voile n'aurait pas suffi à couvrir une surface importante.
Le velum, qui pouvait être coloré de teintes vives (rouge, jaune ou vert), devait créer un effet visuel sur le public lors du déploiement de sa toile : par sa fonction de filtre colorant, il donnait ses teintes aux toges blanches, aux gradins, au marbre et créait une ambiance feutrée, faisant partie intégrante du spectacle.

## Utilisation
Le velum faisait partie de l'ingénierie du spectacle (rideau de scène, systèmes de pulvérisation d'eau safranée…). Il « trouve certainement son origine dans les toiles qui étaient placées au-dessus des atriums des maisons, ou au-dessus de plus vastes espaces, pour décorer ou protéger du soleil ».
Il était utilisé dans les arènes romaines pour protéger les spectateurs des ardeurs du soleil, mais pas de la pluie qui aurait alourdi la toile. Un anneau de cordes central, déposé sur l'arène, était tendu par des cordages et des treuils au sommet de l'édifice. Un ensemble de voiles était ensuite déployé sur cet anneau. Des mâts en bois suffisamment hauts (afin que le tissu ne touche pas le chemin de ronde et l'entablement au sommet de l'édifice) étaient disposés sur la périphérie pour supporter par des cordages l'ensemble de voiles coulissantes formant une sorte de toit rétractable.
Pour illustrer la cruauté de l'empereur Caligula, Suétone rapporte qu'il lui arrivait de faire retirer le velum sous un soleil ardent et d'interdire aux spectateurs de quitter leurs places.